# QV Telescopii
QV Telescopii (HR 6819) – gwiazda w gwiazdozbiorze Lunety, odległa od Słońca o około 1100 lat świetlnych. Jest to gwiazda podwójna, tworząca układ kataklizmiczny. Podejrzewano, że układ ten może zawierać najbliższą Słońcu czarną dziurę, jednak badania w kolejnych miesiącach podały to odkrycie w wątpliwość.

## Charakterystyka

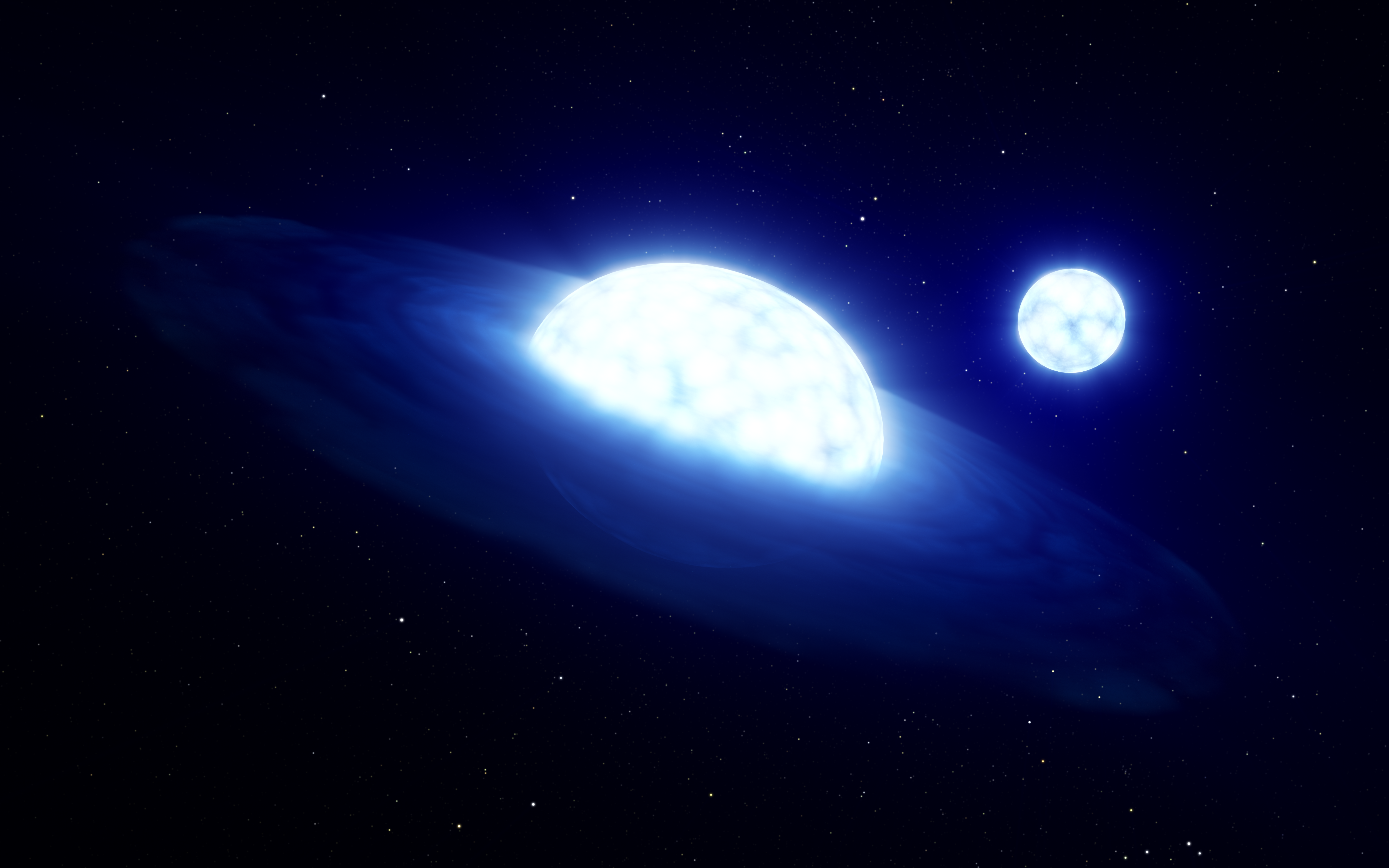
Artystyczne wyobrażenie gwiazd układu

QV Telescopii to układ gwiazd widoczny gołym okiem na niebie. Ze względu na widmo został sklasyfikowany jako błękitny olbrzym lub jasny olbrzym, należący do typu widmowego B3.

### Hipoteza czarnej dziury
Badania opublikowane w 2020 roku zasugerowały, że jest to układ potrójny, w którym widoczne są dwie gwiazdy, zaś trzeci obiekt można wykryć tylko przez jego grawitacyjny wpływ na układ. Niewidoczny obiekt miałby mieć masę co najmniej 4,2 razy większą od masy Słońca. Byłaby to wówczas czarna dziura o masie gwiazdowej, nie akreująca materii. Czarna dziura w tej interpretacji obiegałaby wspólny środek masy z błękitnym olbrzymem typu B3 o masie 5 M☉ w okresie 40,330 ± 0,004 dni. Druga gwiazda typu B o silnych liniach emisyjnych, obiegałaby tę centralną parę w dużej odległości.
Późniejsze badania wskazują jednak, że bardziej prawdopodobne są inne scenariusze. Gwiazda typu B3 może być w rzeczywistości obiektem o małej masie, który stracił dużą część materii na rzecz towarzyszki, ale jeszcze nie zdążył ostygnąć. Przy dużym stosunku mas ruch gwiazdy typu Be może nie być widoczny, ale w liniach widmowych pochodzących z dysku wodoru wokół niej jest widoczne przesunięcie o okresie 40 dni, co zaprzecza konieczności istnienia w układzie trzeciego składnika.
W 2022 opublikowano wyniki wspólnych analiz obu zespołów badających HR 6819, które przeczą istnieniu trzeciego, niewidocznego składnika – układ składa się z dwóch gwiazd na czterdziestodniowej orbicie. Został najprawdopodobniej zaobserwowany w nietypowym, krótkotrwałym  stadium, po wchłonięciu otoczki jednej z gwiazd przez drugą.